# 114P/Уайзмана — Скиффа
Комета Вайзмана — Скиффа (114P/Wiseman-Skiff) — короткопериодическая комета из семейства Юпитера, которая была обнаружена в начале января 1987 года американским астрономом Дженнифер Уайзман на двух фотопластинах, выставленных 28 декабря 1986 года Брайаном Скиффом на станции Андерсон-Меса. Она была описана как диффузный объект 14,0 m звёздной величины с заметной конденсацией в центре. Комета обладает довольно коротким периодом обращения вокруг Солнца — чуть менее 6,7 года.

Орбита кометы Вайзмана — Скиффа и её положение в Солнечной системе

## История наблюдения
Первая орбита была вычислена американским астрономом Брайаном Марсденом, на основании 6 позиций, полученных в период с 28 декабря по 21 января. Согласно этим расчётам комета должна была пройти перигелий 22 ноября 1986 года на расстоянии 1,506 а. е. и иметь период обращения 6,53 года. Он также отметил, что незадолго до открытия комета прошла вблизи Юпитера на расстоянии 0,25 а. е. Несмотря на короткий период наблюдений, взятый за основу расчётов, орбита оказалась вычислена достаточно точно, чтобы даже включение в расчёты более поздних наблюдений не потребовало серьёзных корректировок полученной орбиты. 
В целом наблюдение за кометой продолжалось до 25 мая 1987 года. Согласно прогнозам японского астронома Сюити Накано комета должна была вернуться в перигелий 4 июня 1993 года, а фактическое восстановление кометы произошло за пять месяцев до этого — 2 февраля 1993 года. Но подтвердить факт восстановления повторным наблюдением долго не удавалось, пока 16 декабря американский астроном Джеймс Скотти не обнаружил её в виде рассеянного объекта общей магнитудой 20,8 m и комой в 13 " угловых секунд в поперечнике. Также сообщалось о наличии ядра 22,6 m и небольшого хвоста, длиной 0,34 ' угловой минуты. Это наблюдение подтвердило, что объект, наблюдавшийся 2 февраля действительно был кометой Уазмана — Скиффа. Текущие позиции кометы указывали, что прогноз Сюити Накано требовал корректировки всего на —0,08 суток. Больше в этот раз никаких наблюдений кометы получено не было. 
Возвращение 1999 года в этом плане было более удачным — комета достигла яркости 13,0 m и наблюдалась с 13 сентября 1999 по 1 мая 2000 года. Также 7 марта 2004 года марсоход Спирит сфотографировал в атмосфере Марса след метеорита, который считается частью метеорного потока, порождаемого кометой Уазмана — Скиффа.

## Сближение с планетами
Несмотря на то, что комета пересекает орбиту Юпитера, с самой планетой она сближается довольно редко: в XX веке произошло лишь два сближения с Юпитером, в XXI — ожидается ещё три и одно с Землёй.
- 0,61 а. е. от Юпитера 31 октября 1924 года;
- 0,23 а. е. от Юпитера 25 июня 1984 года;
- 0,21 а. е. от Юпитера	27 июня 2043 года;
- 0,18 а. е. от Юпитера	25 февраля 2079 года;
- 0,54 а. е. от Юпитера	27 февраля 2090 года;
- 0,48 а. е. от Земли 8 декабря 2100 года.